# Улалушка
Улалушка — річка на півночі Республіки Алтай. Гирло річки знаходиться за 10 км по правому березі річки Майма. Довжина річки становить 19 км.
Річка має свій витік на східному схилі гори Сугул (995 м), далі тече у західному напрямку по території Маймінського району і впадає в річку Майма у місті Горно-Алтайськ, біля підніжжя гори Комсомольська. На березі річки Улалушка розташовано однойменне селище, неподалік від Горно-Алтайська — сел. Алфьорова. Велика частина берегів річки покрита змішаними лісами. Притоки — Каянча та Мала Улалушка.
В результаті розкопок в межах міста на березі річки Улалушка була виявлена стоянка стародавньої людини, вік якої, за оцінками фахівців складає 200-250 Кілороків